# إمبيرور أيشيو
إمبيرور أيشيو (باليابانية: 一条天皇) هو حاكم ‏ ياباني، ولد في 15 يوليو 980 في كيوتو في اليابان، وتوفي بنفس المكان في 25 يوليو 1011.